# Зигфрид I фон Валбек
Зигфрид I фон Валбек „Стари“ (на немски: Siegfried von Walbeck, „der Ältere“; * 945/950; † 15 март 990, замък Валбек) е през 10 век граф на Валбек и граф на Мьокернгау и в Нордтюринггау. Той е баща на епископа и историка Титмар Мерзебургски.

## Биография
Той е вторият син на граф Лотар II фон Валбек († 964) и съпругата му Матилда фон Арнебург († 991/992), дъщеря на граф Бруно фон Арнебург († 978) и Фредеруна фон Харцгау († 1015). Брат е на Лотар III фон Валбек, граф на Валбек, маркграф на Северната марка († 1003), Дитмар фон Валбек († 1001), абат на Корвей (983 – 1001), и на Айлика фон Валбек († 1015), омъжена за маркграф Бертхолд фон Швейнфурт († 980).
Зигфрид участва през 972 г. на страната на маркграф Одо I фон Лужица в битката при Цединя против полския княз Мешко I. През 979 г. той получава с братята си графството Мьокернгау от император Ото II. Зигфрид е верен привърженик на Отоните, придружава императора в Италия и е командир в боевете против славяните (983). Той помага на император Ото III във войната за трона против Хайнрих Баварски през 983 – 985 г., води много битки със съседите си.
През 990 г. той се бие на страната на императрица Теофано против Болеслав II от Бохемия. След това тръгва за Бранденбург да се бие против въстаналите Лютичи, пада от кон и умира на 15 март 990 г. в замък Валбек.

## Фамилия
Зигфрид I се жени през края на 972 г. за Кунигунда фон Щаде (* ок. 956; † 13 юли 997), дъщеря на граф Хайнрих I „Плешливи“ фон Щаде († 976) и Юдит фон Ветерау († 973) (от род Конрадини). Те имат децата:
- Хайнрих фон Валбек (973 – убит в битка 1002 или сл. септември 1004), граф на Валбек, граф на Щаде
- Фридрих фон Валбек (974 – 1012/1018), граф на Валбек, бургграф на Магдебург
- Титмар Мерзебургски (975 – 1018), историк, от 1009 г. епископ на Мерзебург
- Зигфрид († 1032), от 1022 г. епископ на Мюнстер
- Бруно († 1049), от 1034 г. епископ на Ферден.